# 比耶尔地区维利耶
比耶尔地区维利耶（法語：Villiers-en-Bière，法語發音：[vilje ɑ̃ bjɛʁ] ⓘ）是法国塞纳-马恩省的一个市镇，位于该省西南部，属于默伦区。

## 地理
比耶尔地区维利耶（48°29'39"N, 2°35'58"E）面积10.76 平方千米，位于法国法蘭西島大區塞纳-马恩省，该省份为法国北部内陆省份，北起瓦兹省，西接埃松省、马恩河谷省、塞纳-圣但尼省和瓦兹河谷省，南至卢瓦雷省，东南接约讷省，东临马恩省和奥布省，东北接埃纳省。
与比耶尔地区维利耶接壤的市镇（或旧市镇、城区）包括：布瓦西斯勒鲁瓦、比耶尔地区沙伊、达马里莱利斯、枫丹白露、佩尔特。
比耶尔地区维利耶的时区为UTC+01:00、UTC+02:00（夏令时）。

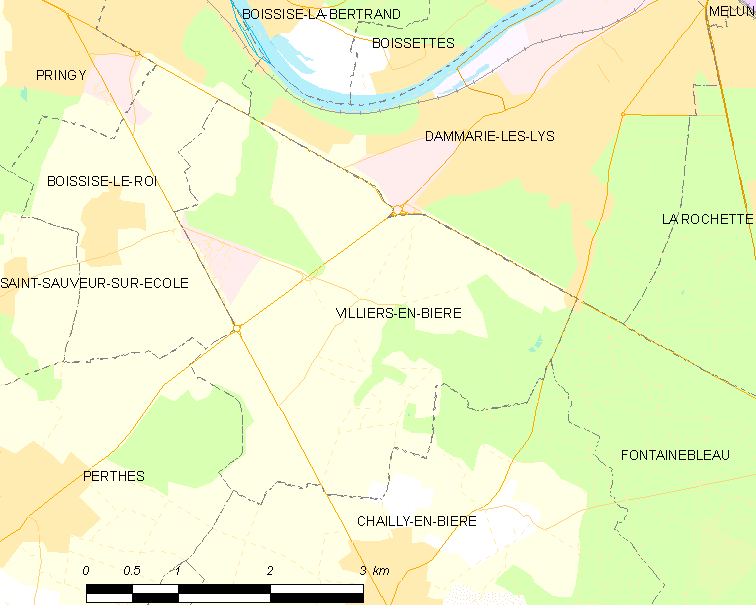
比耶尔地区维利耶的OSM定位图

## 行政
比耶尔地区维利耶的邮政编码为77190，INSEE市镇编码为77518。

## 政治
比耶尔地区维利耶所属的省级选区为枫丹白露县。

## 人口

1962-2008年间比耶尔地区维利耶人口变化图示

比耶尔地区维利耶于2022年1月1日时的人口数量为242人。